# Hybryda (czasopismo)
Hybryda – czasopismo artystyczno-literackie wydawane przez Stowarzyszenie Twórcze POLART.

## Redakcja
- Redaktor naczelny: Joanna Krupińska-Trzebiatowska
- Sekretarz Redakcji: Barbara Korta-Wyrzycka

Kolegium Redakcyjne
- Józef Baran
- Anna Chudzińska
- Edward Chudziński
- Bolesław Faron
- Ignacy Stanisław Fiut
- Izabela Jutrzenka-Trzebiatowska
- Marek Sołtysik
- Ferdynand Nawratil
- Tadeusz Skoczek
- Zdzisława Tołłoczko

Naukowa Rada Redakcyjna
- dr Edward Chudziński
- prof. dr hab. Bolesław Faron
- prof. dr hab. Ignacy Stanisław F.
- prof. dr hab. Józef Lipiec
- prof. dr hab. Ewa Okoń-Horodyńska
- prof. dr hab. Zdzisława Tołłoczko
- prof. dr hab. Stefan Dousa
- prof. dr hab. Jerzy Nowakowski